# Ginástica nos Jogos Olímpicos de Verão de 2024 - Qualificação
Este artigo descreve a fase de qualificação para a ginástica nos Jogos Olímpicos de Verão de 2024. Um total de 318 ginastas (192 na artística, 94 na rítmica e 32 no trampolim) se classificarão.
O caminho de qualificação para os Jogos Olímpicos de Verão de 2024 é significativamente simplificado e modificado em relação aos de 2020. No evento por equipes artística, um máximo de cinco ginastas poderão participar, em oposição aos quatro por equipe e dois indivíduos que competiram em Tóquio 2020. Três equipes que terminam no pódio se qualificam para as Olimpíadas através do Campeonato Mundial de Ginástica Artística de 2022 em Liverpool com uma grande proporção de vagas distribuídas no mesmo encontro em Antuérpia, Bélgica no ano seguinte. As séries da Copa do Mundo de 2024 também dará aos ginastas a oportunidade de ganhar mais vagas em eventos separados de aparelhos.
Na ginástica rítmica, o Campeonato Mundial de 2022, agendado para 14 a 18 de setembro em Sófia, Bulgária, vai ver os medalhistas individuais e em conjunto reservarem suas vagas em Paris. A maioria das vagas será alocada no mesmo encontro em Valência, Espanha, no ano seguinte, com quatorze ginastas individuais e cinco nações em todos os continentes disputando a qualificação.
Metade das vagas de qualificação para o trampolim será concedida aos ginastas mais bem classificados no Campeonato Mundial de 2023 em Birmingham, com a maioria vindo das séries da Copa do Mundo de 2023-2024. Em todas as disciplinas de ginástica, as vagas restantes serão oferecidas aos ginastas que disputam a qualificação em seus respectivos encontros continentais.

## Resumo de qualificação
| Nação                           | Artística | Artística | Rítmica    | Rítmica  | Trampolim | Trampolim | Total |
| Nação                           | Masculino | Feminino  | Individual | Conjunto | Masculino | Feminino  | Total |
| ------------------------------- | --------- | --------- | ---------- | -------- | --------- | --------- | ----- |
| RSA África do Sul               |           | 1         |            |          |           |           | 1     |
| GER Alemanha                    | 5         | 3         | 2          | Yes      | 1         |           | 16    |
| ALG Argélia                     |           | 1         |            |          |           |           | 1     |
| ARM Armênia                     | 2         |           |            |          |           |           | 2     |
| AIN Atletas Individuais Neutros |           |           |            |          | 1         | 2         | 3     |
| AUS Austrália                   | 1         | 5         | 1          | Yes      |           |           | 12    |
| AUT Áustria                     |           | 1         |            |          | 1         |           | 2     |
| AZE Azerbaijão                  |           |           | 1          | Yes      |           | 1         | 7     |
| BEL Bélgica                     | 3         | 2         |            |          |           |           | 5     |
| BRA Brasil                      | 2         | 5         | 1          | Yes      | 1         | 1         | 15    |
| BUL Bulgária                    | 1         | 1         | 2          | Yes      |           |           | 9     |
| CAN Canadá                      | 5         | 5         |            |          |           | 1         | 11    |
| KAZ Cazaquistão                 | 2         |           | 1          |          | 1         |           | 4     |
| CHN China                       | 5         | 5         | 1          | Yes      | 2         | 2         | 20    |
| CYP Chipre                      | 1         |           | 1          |          |           |           | 2     |
| COL Colômbia                    | 1         | 1         |            |          | 1         |           | 3     |
| PRK Coreia do Norte             |           | 1         |            |          |           |           | 1     |
| KOR Coreia do Sul               | 3         | 5         |            |          |           |           | 8     |
| CRO Croácia                     | 2         |           |            |          |           |           | 2     |
| EGY Egito                       | 1         | 1         | 1          | Yes      | 1         | 1         | 10    |
| SLO Eslovênia                   |           | 1         | 1          |          |           |           | 2     |
| ESP Espanha                     | 5         | 3         | 2          | Yes      | 1         | 1         | 17    |
| USA Estados Unidos              | 5         | 5         | 1          |          | 1         | 1         | 13    |
| PHI Filipinas                   | 1         | 3         |            |          |           |           | 4     |
| FRA França                      | 1         | 5         | 1          | Yes      | 1         | 1         | 14    |
| GEO Geórgia                     |           |           |            |          |           | 1         | 1     |
| GBR Grã-Bretanha                | 5         | 5         |            |          | 1         | 2         | 13    |
| GRE Grécia                      | 1         |           |            |          |           |           | 1     |
| HAI Haiti                       |           | 1         |            |          |           |           | 1     |
| HUN Hungria                     | 1         | 3         | 1          |          |           |           | 5     |
| HKG Hong Kong                   | 1         |           |            |          |           |           | 1     |
| INA Indonésia                   |           | 1         |            |          |           |           | 1     |
| IRI Irã                         | 1         |           |            |          |           |           | 1     |
| IRL Irlanda                     | 1         |           |            |          |           |           | 1     |
| ISR Israel                      | 1         | 1         | 1          | Yes      |           |           | 8     |
| ITA Itália                      | 5         | 5         | 2          | Yes      |           |           | 17    |
| JPN Japão                       | 5         | 5         |            |          | 1         | 1         | 12    |
| JOR Jordânia                    | 1         |           |            |          |           |           | 1     |
| LAO Laos                        |           |           | 1          |          |           |           | 1     |
| LTU Lituânia                    | 1         |           |            |          |           |           | 1     |
| MEX México                      |           | 3         |            | Yes      |           |           | 8     |
| NZL Nova Zelândia               |           | 2         |            |          | 1         | 1         | 4     |
| NED Países Baixos               | 5         | 5         |            |          |           |           | 10    |
| PAN Panamá                      |           | 1         |            |          |           |           | 1     |
| POR Portugal                    |           | 1         |            |          | 1         |           | 2     |
| CZE Chéquia                     |           | 1         |            |          |           |           | 1     |
| DOM República Dominicana        | 1         |           |            |          |           |           | 1     |
| ROU Romênia                     | 1         | 5         | 1          |          |           |           | 7     |
| SYR Síria                       | 1         |           |            |          |           |           | 1     |
| SUI Suíça                       | 5         | 1         |            |          |           |           | 6     |
| TPE Taipé Chinês                | 1         | 1         |            |          |           |           | 2     |
| TUR Turquia                     | 5         |           |            |          |           |           | 5     |
| UKR Ucrânia                     | 5         | 1         | 1          | Yes      |           |           | 12    |
| UZB Uzbequistão                 | 3         |           | 1          | Yes      |           |           | 9     |
| Total: 54 CONs                  | 96        | 96        | 24         | 70       | 16        | 16        | 318   |

## Linha do tempo
| Ginástica Artística | Ginástica Artística | Ginástica Artística                         |
| Evento | Data | Local                                       |
| --- | --- | ------------------------------------------- |
| Campeonato Mundial de Ginástica Artística de 2022 | 26 de outubro a 6 de novembro de 2022                                                                                            | Liverpool                                   |
| Campeonato Mundial de Ginástica Artística de 2023 | 1 a 8 de outubro de 2023 | Antuérpia                                   |
| Copa do Mundo de Aparelhos de 2024 | 15 de fevereiro a 20 de abril de 2024                                                                                            | Vários                                      |
| Campeonatos Continentais de 2023 e 2024 - Jogos Pan-Americanos de 2023 - Campeonato Europeu de 2024 - Campeonato Africano de 2024 - Campeonato Asiático de 2024 - Campeonato da Oceania de 2024 | 21 a 25 de outubro de 2023 24 de abril a 5 de maio de 2024 3 a 6 de maio de 2024 16 a 26 de maio de 2024 25 a 26 de maio de 2024 | Santiago Rimini Marrakesh Tashkent Auckland |
| Ginástica Rítmica | |                                             |
| Evento | Data | Local                                       |
| Campeonato Mundial de Ginástica Rítmica de 2022 | 14 a 18 de setembro de 2022 | Sófia                                       |
| Campeonato Mundial de Ginástica Rítmica de 2023 | 23 a 27 de agosto de 2023 | Valência                                    |
| Campeonatos Continentais de 2023 e 2024 - Jogos Pan-Americanos de 2023 - Campeonato Africano de 2024 - Campeonato Asiático de 2024 - Campeonato Europeu de 2024 - Campeonato da Oceania de 2024 | 1 a 4 de novembro de 2023 25 a 26 de abril de 2024 2 a 4 de maio de 2024 22 a 26 de maio de 2024                                 | Santiago Quigali Tashkent Budapeste         |
| Trampolim | |                                             |
| Evento | Data | Local                                       |
| Campeonato Mundial de Ginástica de Trampolim de 2023 | 9 a 12 de novembro de 2023 | Birmingham                                  |
| Copa do Mundo de Ginástica de Trampolim de 2023–24 | Fevereiro de 2023 – Abril de 2024 (5 competições)                                                                                | Vários                                      |
| Campeonatos Continentais de 2024 - Campeonato Africano de 2024 | 10 a 11 de maio de 2024 | Bizerte                                     |

## Artística

### Masculino

#### Equipes
| Evento                                            | Critério                                                   | Seleção nacional qualificada                                                                                          |
| ------------------------------------------------- | ---------------------------------------------------------- | --- |
| Equipes de cinco                                  |                                                            | |
| Campeonato Mundial de Ginástica Artística de 2022 | Posições da equipe 1–3                                     | CHN China JPN Japão GBR Grã-Bretanha                                                                                  |
| Campeonato Mundial de Ginástica Artística de 2023 | Posições da equipe 1–9 (entre as equipes não qualificadas) | USA Estados Unidos CAN Canadá GER Alemanha ITA Itália SUI Suíça ESP Espanha TUR Turquia NED Países Baixos UKR Ucrânia |
| Total                                             | Total                                                      | 60 (12 equipes de 5)                                                                                                  |

#### Individuais
| Evento                                                                                         | Critério                                                  | Ginasta qualificado |
| ---------------------------------------------------------------------------------------------- | --------------------------------------------------------- | --- |
| Campeonato Mundial de Ginástica Artística de 2023 (1 cota por CON)                             | Posições da equipe 10–12 (entre equipes não qualificadas) | BRA Brasil KOR Coreia do Sul BEL Bélgica |
| Campeonato Mundial de Ginástica Artística de 2023 (1 cota por CON)                             | Individual geral                                          | KAZ Milad Karimi ISR Artem Dolgopyat ARM Artur Davtyan HUN Krisztofer Mészáros KOR Lee Jun-ho BRA Diogo Soares BEL Luka Van den Keybus ROU Andrei Muntean |
| Campeonato Mundial de Ginástica Artística de 2023 (máx. 3 cotas por CON em todos os aparelhos) | Solo                                                      | PHI Carlos Yulo |
| Campeonato Mundial de Ginástica Artística de 2023 (máx. 3 cotas por CON em todos os aparelhos) | Cavalo com alças                                          | IRL Rhys McClenaghan |
| Campeonato Mundial de Ginástica Artística de 2023 (máx. 3 cotas por CON em todos os aparelhos) | Argolas                                                   | GRE Eleftherios Petrounias |
| Campeonato Mundial de Ginástica Artística de 2023 (máx. 3 cotas por CON em todos os aparelhos) | Salto                                                     | BUL Kevin Penev |
| Campeonato Mundial de Ginástica Artística de 2023 (máx. 3 cotas por CON em todos os aparelhos) | Barras paralelas                                          | BEL Noah Kuavita |
| Campeonato Mundial de Ginástica Artística de 2023 (máx. 3 cotas por CON em todos os aparelhos) | Barra fixa                                                | CRO Tin Srbić |
| Copa do Mundo de Ginástica Artística de 2024 (1 cota por CON em todos os aparelhos)            | Solo                                                      | KOR Ryu Sung-hyun CRO Aurel Benović |
| Copa do Mundo de Ginástica Artística de 2024 (1 cota por CON em todos os aparelhos)            | Cavalo com alças                                          | JOR Ahmad Abu Al-Soud KAZ Nariman Kurbanov |
| Copa do Mundo de Ginástica Artística de 2024 (1 cota por CON em todos os aparelhos)            | Argolas                                                   | ARM Vahagn Davtyan FRA Samir Aït Saïd |
| Copa do Mundo de Ginástica Artística de 2024 (1 cota por CON em todos os aparelhos)            | Salto                                                     | HKG Shek Wai Hung IRI Mahdi Olfati |
| Copa do Mundo de Ginástica Artística de 2024 (1 cota por CON em todos os aparelhos)            | Barras paralelas                                          | COL Ángel Barajas UZB Rasuljon Abdurakhimov |
| Copa do Mundo de Ginástica Artística de 2024 (1 cota por CON em todos os aparelhos)            | Barra fixa                                                | TPE Tang Chia-hung LTU Robert Tvorogal |
| Campeonatos Continentais de 2024 (1 cota por CON; qualificação geral)                          | África                                                    | EGY Omar Mohamed |
| Campeonatos Continentais de 2024 (1 cota por CON; qualificação geral)                          | Ásia                                                      | UZB Abdulla Azimov |
| Campeonatos Continentais de 2024 (1 cota por CON; qualificação geral)                          | Jogos Pan-Americanos de 2023                              | DOM Audrys Nin Reyes |
| Campeonatos Continentais de 2024 (1 cota por CON; qualificação geral)                          | Europa                                                    | CYP Marios Georgiou |
| Campeonatos Continentais de 2024 (1 cota por CON; qualificação geral)                          | Oceania                                                   | AUS Jesse Moore |
| Lugares reservados                                                                             | Nação anfitriã                                            | País anfitrião qualificado acima |
| Lugares reservados                                                                             | Realocação                                                | UZB Khabibullo Ergashev |
| Lugares reservados                                                                             | Convite Tripartite                                        | SYR Lais Najjar |
| Total                                                                                          | Total                                                     | 36 |

### Feminino

#### Equipes
| Evento                                            | Critério                                                   | Seleção nacional qualificada                                                                                       |
| ------------------------------------------------- | ---------------------------------------------------------- | --- |
| Equipes de cinco                                  |                                                            | |
| Campeonato Mundial de Ginástica Artística de 2022 | Posições da equipe 1–3                                     | USA Estados Unidos GBR Grã-Bretanha CAN Canadá                                                                     |
| Campeonato Mundial de Ginástica Artística de 2023 | Posições da equipe 1–9 (entre as equipes não qualificadas) | CHN China BRA Brasil ITA Itália NED Países Baixos FRA França JPN Japão AUS Austrália ROU Romênia KOR Coreia do Sul |
| Total                                             | Total                                                      | 60 (12 equipes de 5)                                                                                               |

#### Individuais
| Evento                                                                                         | Critério                                                  | Ginasta qualificada |
| ---------------------------------------------------------------------------------------------- | --------------------------------------------------------- | --- |
| Campeonato Mundial de Ginástica Artística de 2023 (1 cota por CON)                             | Posições da equipe 10–12 (entre equipes não qualificadas) | GER Alemanha MEX México HUN Hungria |
| Campeonato Mundial de Ginástica Artística de 2023 (1 cota por CON)                             | Individual geral                                          | ALG Kaylia Nemour GER Pauline Schäfer MEX Alexa Moreno POR Filipa Martins PHI Aleah Finnegan HUN Bettina Lili Czifra ESP Alba Petisco UKR Anna Lashchevska SUI Lena Bickel PAN Hillary Heron RSA Caitlin Rooskrantz CZE Soňa Artomonová ISR Lihie Raz SLO Lucija Hribar |
| Campeonato Mundial de Ginástica Artística de 2023 (máx. 3 cotas por CON em todos os aparelhos) | Salto                                                     | HUN Csenge Bácskay |
| Campeonato Mundial de Ginástica Artística de 2023 (máx. 3 cotas por CON em todos os aparelhos) | Barras assimétricas                                       | MEX Ahtziri Sandoval |
| Campeonato Mundial de Ginástica Artística de 2023 (máx. 3 cotas por CON em todos os aparelhos) | Trave                                                     | ESP Ana Pérez |
| Campeonato Mundial de Ginástica Artística de 2023 (máx. 3 cotas por CON em todos os aparelhos) | Solo                                                      | GER Sarah Voss |
| Copa do Mundo de Ginástica Artística de 2024 (1 cota por CON em todos os aparelhos)            | Salto                                                     | PRK An Chang-ok BUL Valentina Georgieva |
| Copa do Mundo de Ginástica Artística de 2024 (1 cota por CON em todos os aparelhos)            | Barras assimétricas                                       | NZL Georgia-Rose Brown PHI Levi Ruivivar |
| Copa do Mundo de Ginástica Artística de 2024 (1 cota por CON em todos os aparelhos)            | Trave                                                     | BEL Nina Derwael TPE Ting Hua-tien |
| Copa do Mundo de Ginástica Artística de 2024 (1 cota por CON em todos os aparelhos)            | Solo                                                      | AUT Charlize Mörz ESP Laura Casabuena |
| Campeonatos Continentais de 2024 (1 cota por CON; qualificação geral)                          | África                                                    | EGY Jana Mahmoud |
| Campeonatos Continentais de 2024 (1 cota por CON; qualificação geral)                          | Ásia                                                      | PHI Emma Malabuyo |
| Campeonatos Continentais de 2024 (1 cota por CON; qualificação geral)                          | Jogos Pan-Americanos de 2023                              | COL Luisa Blanco |
| Campeonatos Continentais de 2024 (1 cota por CON; qualificação geral)                          | Europa                                                    | BEL Maellyse Brassart |
| Campeonatos Continentais de 2024 (1 cota por CON; qualificação geral)                          | Oceania                                                   | NZL Isabella Brett |
| Lugares reservados                                                                             | Nação anfitriã                                            | País anfitrião qualificado acima |
| Lugares reservados                                                                             | Realocação                                                | INA Rifda Irfanaluthfi |
| Convite Tripartite                                                                             | HAI Lynnzee Brown                                         | |
| Total                                                                                          | Total                                                     | 36 |

## Rítmica

### Individual geral
| Evento                                                                        | Critério                        | CON qualificado |
| ----------------------------------------------------------------------------- | ------------------------------- | --- |
| Campeonato Mundial de Ginástica Rítmica de 2022 Lugares 1–3 (máx. 3 por CON)  | Geral                           | ITA Itália GER Alemanha BUL Bulgária |
| Campeonato Mundial de Ginástica Rítmica de 2023 Lugares 1–15 (máx. 2 por CON) | Geral                           | BUL Bulgária SLO Eslovênia ESP Espanha ISR Israel UKR Ucrânia UZB Uzbequistão GER Alemanha HUN Hungria AZE Azerbaijão FRA França BRA Brasil ITA Itália ESP Espanha ROU Romênia |
| Campeonatos Continentais de 2024 Geral (máx. 1 por CON)                       | África                          | EGY Aliaa Saleh |
| Campeonatos Continentais de 2024 Geral (máx. 1 por CON)                       | Ásia                            | KAZ Elzhana Taniyeva |
| Campeonatos Continentais de 2024 Geral (máx. 1 por CON)                       | Jogos Pan-Americanos de 2023    | USA Evita Griskenas |
| Campeonatos Continentais de 2024 Geral (máx. 1 por CON)                       | Europa                          | CYP Vera Tugolukova |
| Campeonatos Continentais de 2024 Geral (máx. 1 por CON)                       | Oceania                         | AUS Alexandra Kiroi-Bogatyreva |
| Lugares reservados                                                            | Nação anfitriã                  | País anfitrião qualificado acima |
| Lugares reservados                                                            | Realocação                      | CHN Wang Zilu |
| Convite Tripartite                                                            | LAO Praewa Misato Philaphandeth | |
| Total                                                                         | Total                           | 24 |

### Conjuntos
| Evento                                                                | Critério                                 | Equipe qualificada                                     |
| --------------------------------------------------------------------- | ---------------------------------------- | ------------------------------------------------------ |
| Campeonato Mundial de Ginástica Rítmica de 2022 Lugares de equipe 1–3 | Geral                                    | BUL Bulgária ISR Israel ESP Espanha                    |
| Campeonato Mundial de Ginástica Rítmica de 2022 Lugares de equipe 1–5 | Geral (entre conjuntos não qualificados) | CHN China ITA Itália UKR Ucrânia BRA Brasil FRA França |
| Campeonatos Continentais de 2023 e 2024 Gerak (máx. 1 por CON)        | África                                   | EGY Egito                                              |
| Campeonatos Continentais de 2023 e 2024 Gerak (máx. 1 por CON)        | Ásia                                     | UZB Uzbequistão                                        |
| Campeonatos Continentais de 2023 e 2024 Gerak (máx. 1 por CON)        | Jogos Pan-Americanos de 2023             | MEX México                                             |
| Campeonatos Continentais de 2023 e 2024 Gerak (máx. 1 por CON)        | Europa                                   | AZE Azerbaijão                                         |
| Campeonatos Continentais de 2023 e 2024 Gerak (máx. 1 por CON)        | Oceania                                  | AUS Austrália                                          |
| Lugares reservados                                                    | Nação anfitriã                           | País anfitrião qualificado acima                       |
| Lugares reservados                                                    | Realocação                               | GER Alemanha                                           |
| Total                                                                 | Total                                    | 70                                                     |

## Trampolim

### Masculino
| Evento                                               | Critério                     | Critério                     | Cotas concedidas | CON qualificado | |
| ---------------------------------------------------- | ---------------------------- | ---------------------------- | ---------------- | --- | --- |
| Campeonato Mundial de Ginástica de Trampolim de 2023 | Top 8 (máx. 1 por CON)       | Top 8 (máx. 1 por CON)       | 5                | CHN China JPN Japão POR Portugal GBR Grã-Bretanha AUT Áustria                                                                                              | CHN China JPN Japão POR Portugal GBR Grã-Bretanha AUT Áustria                                                                                              |
| Copa do Mundo de Ginástica de Trampolim de 2023–2024 | Até 12 ginastas qualificados | Até 12 ginastas qualificados | 10               | CHN China NZL Nova Zelândia FRA França AIN Atletas Individuais Neutros BRA Brasil USA Estados Unidos ESP Espanha COL Colômbia KAZ Cazaquistão GER Alemanha | CHN China NZL Nova Zelândia FRA França AIN Atletas Individuais Neutros BRA Brasil USA Estados Unidos ESP Espanha COL Colômbia KAZ Cazaquistão GER Alemanha |
| Campeonatos Continentais de 2024                     | 1 por continente             | Europa                       | 0                | — | |
| Campeonatos Continentais de 2024                     | 1 por continente             | Ásia                         | 0                | — | |
| Campeonatos Continentais de 2024                     | 1 por continente             | África                       | 1                | EGY Egito | |
| Campeonatos Continentais de 2024                     | 1 por continente             | Oceania                      | 0                | — | |
| Campeonatos Continentais de 2024                     | 1 por continente             | Américas                     | 0                | — | |
| Lugares reservados                                   | Nação anfitriã               | Nação anfitriã               | 0                | — | |
| Lugares reservados                                   | Convite Tripartite           | Convite Tripartite           | 0                | — | |
| Total                                                | Total                        | Total                        | 16               | 16 | 16 |

### Feminino
| Evento                                               | Critério                     | Critério                     | Cotas concedidas | CON qualificado | |
| ---------------------------------------------------- | ---------------------------- | ---------------------------- | ---------------- | --- | --- |
| Campeonato Mundial de Ginástica de Trampolim de 2023 | Top 8 (máx. 1 por CON)       | Top 8 (máx. 1 por CON)       | 5                | GBR Grã-Bretanha CHN China USA Estados Unidos CAN Canadá BRA Brasil | GBR Grã-Bretanha CHN China USA Estados Unidos CAN Canadá BRA Brasil |
| Copa do Mundo de Ginástica de Trampolim de 2023–2024 | Até 12 ginastas qualificados | Até 12 ginastas qualificados | 10               | CHN China GBR Grã-Bretanha JPN Japão AIN Atletas Individuais Neutros FRA França NZL Nova Zelândia ESP Espanha AZE Azerbaijão AIN Atletas Individuais Neutros GEO Geórgia | CHN China GBR Grã-Bretanha JPN Japão AIN Atletas Individuais Neutros FRA França NZL Nova Zelândia ESP Espanha AZE Azerbaijão AIN Atletas Individuais Neutros GEO Geórgia |
| Campeonatos Continentais de 2024                     | 1 por continente             | Europa                       | 0                | — | |
| Campeonatos Continentais de 2024                     | 1 por continente             | Ásia                         | 0                | — | |
| Campeonatos Continentais de 2024                     | 1 por continente             | África                       | 1                | EGY Egito | |
| Campeonatos Continentais de 2024                     | 1 por continente             | Oceania                      | 0                | — | |
| Campeonatos Continentais de 2024                     | 1 por continente             | Américas                     | 0                | — | |
| Lugares reservados                                   | Nação anfitriã               | Nação anfitriã               | 0                | — | |
| Lugares reservados                                   | Convite Tripartite           | Convite Tripartite           | 0                | — | |
| Total                                                | Total                        | Total                        | 16               | 16 | 16 |